# Eiao
Eiao, en marquisien ʻEiao, est la plus grande île du groupe le plus septentrional de l’archipel des Marquises, en Polynésie française.

## Géographie

### Localisation
Eiao est la plus grande île inhabitée de l’archipel. Elle n’est séparée de sa voisine Hatutu que par un chenal de 3 km, mais se trouve à 100 km de Nuku Hiva, la plus proche île habitée, dont elle dépend administrativement.
Elle a la forme d’un croissant long de 13 km et large de 3,5 km. Sa côte, d'une longueur de 43,8 km, est essentiellement rocheuse — 41,9 km, soit 95,6 %, les étendues meubles (plages de sable, de galets ou de blocs) ne représentant que 1,9 km, soit 4,4 % du périmètre.
Le centre d’Eiao est un plateau élevé, à l’altitude comprise entre 300 et 500 mètres, incliné vers le nord-ouest et bordé au sud par de hautes falaises côtières. Son point culminant est le Moukatiketike, qui s'élève à 578 mètres tandis que le Tohuanui est à 550 mètres.

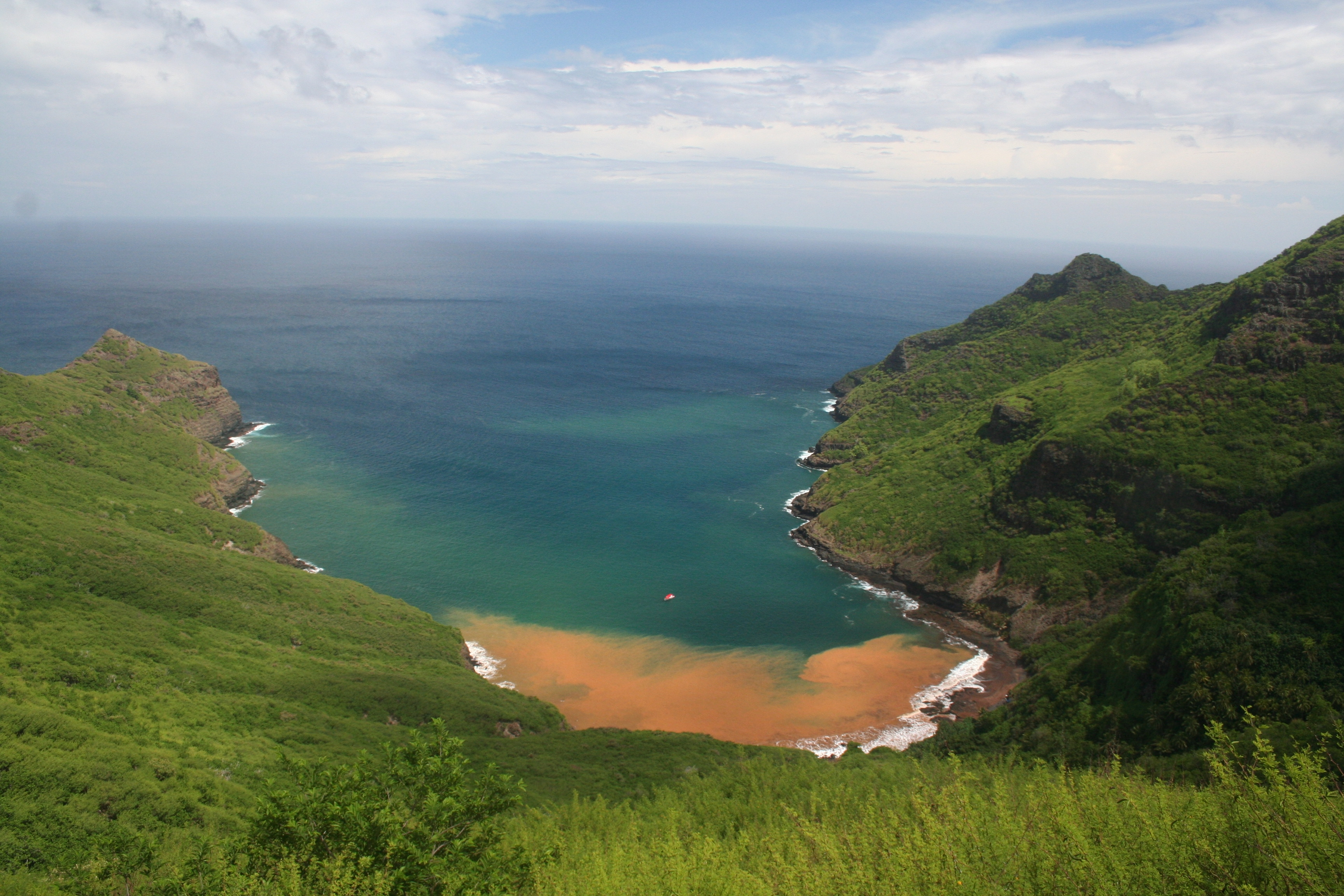
Baie de Vaituha.

Ses côtes présentent peu de points de mouillages :
- la baie de Vaituha, à l’ouest, où — vers l'altitude +150 m — débouche la seule source pérenne de l’île (eau potable mais fortement chargée en magnésium et calcium),
- la baie du Charner, au nord-ouest de l’île.
- la baie de Avaneo également au Nord-Ouest, mais, comme la précédente, peu protégée dans le cas d'une houle du Nord.

### Géologie

#### Édifice volcanique
- Coulées basales
- Coulées intermédiaires
- Coulées sommitales
- Brèches pyroclastiques
- Formations de pentes et éboulis
- Calcaires bioclastiques
- Failles
- Dykes
- ▲ : Sommet

Carte géologique simplifiée d'Eiao.
Coulées basales
Coulées intermédiaires
Coulées sommitales
Brèches pyroclastiques
Formations de pentes et éboulis
Calcaires bioclastiques
Forages profonds : 1. Dominique, 2. Sophie, 3. Naore

Eiao a été formée entre il y a 5,52 et 4,95 Ma par le point chaud des Marquises. C'est la plus ancienne île de l'archipel.
L'île correspond au vestige nord-ouest du mur de la caldeira effondrée d'un volcan bouclier d’un diamètre d’une vingtaine de kilomètres, et des pentes supérieures externes de celui-ci. Le sommet restant de la caldeira forme un arc de cercle qui va du rocher Otake au sud à la pointe Tupipi au nord-est.

L'île forme un édifice volcanique d'un volume de 9 800 km3, en combinaison avec Hatutu. La partie émergée d'Eiao seule a elle un volume de 17 km3.
Les îles de l'archipel des Marquises, dont Eiao, se sont construites sur une croûte océanique épaissie âgée de 59 à 49 millions d'années, avec un volcan bouclier caractérisé par la prédominance des coulées basaltiques fluides et le faible développement des brèches pyroclastiques. Et toutes — à l'exception de Ua Pou — ont connu un effondrement partiel de leur volcan bouclier, provoquant des avalanches sous-marines de débris qui ont formé le plancher océanique de l'archipel, profond de 2 à 3 km.
Eiao est essentiellement composée de basaltes d'île océanique, principalement  tholéitiques, et comprend également des basaltes alcalins, des laves intermédiaires et des trachytes. 
La partie émergée de Eiao peut se subdiviser en trois couches. La partie inférieure, haute de 300 à 400 m, contient surtout des basaltes formée par des laves sans cristaux visibles, et des phénocristaux de plagioclases. La partie intermédiaire, de 80 à 150 m de haut est elle aussi composée de basaltes. La partie supérieure, d'environ 200 m d'épaisseur, comprend des basaltes porphyriques surmontés de picrites, riches en olivine. En dehors de ces trois couches, on peut trouver des sédiments calcaires, d'origine animale ou végétale. C'est le cas en particulier dans le presque îlot de Motutapu, au centre de la côte sud-est, et dans la baie de Motuhiva, au sud.
Certains basaltes à grains fins ont servi aux anciens Marquisiens à fabriquer des herminettes de grande qualité.

#### Ancien récif corallien

Développement récifal des îles Marquises.

Les îles Marquises ont longtemps été considérées comme des îles hautes volcaniques, ne comptant que très peu de récifs coralliens. Ce n'est qu'à partir de 1928 que des constructions récifales ennoyées ont été découvertes puis étudiées.
En ce qui concerne Eiao, une expédition scientifique menée en 2002 par l’IRD a étudié la zone sous-marine comprise entre −30 et −1 000 mètres, à l’ouest et au nord-ouest de l'île et de sa voisine Hatutu. Elle a démontré la présence de terrasses coralliennes sous-marines, dont le nombre varie du nord au sud :
- Au nord, deux entablements apparaissent clairement : le plus profond est situé entre −90 et −82 m et est d'une largeur de 150 m, et le second est situé entre −63 et −51 m et a une largeur beaucoup plus importante de 1 100 m ;
- Au sud, quatre terrasses s'étagent, entre −130 et −114 m pour la plus profonde, puis entre −107 et −81 m, entre −80 et −55 m, et entre −55 et −50 m pour la plus proche de la surface. Leur largeur est comprise entre 150 m et 1 400 m.

Une petite partie du récif corallien d'Eiao-Hatutu, dénommée Motu Nao, entre −30 et −10 m de la surface, est encore probablement vivante à environ deux kilomètres au sud de Hatutu.
Ces différentes étapes de constructions récifales s’échelonnent entre 9 000 et 26 600 ans AP. Elles ont été à chaque fois interrompues à cause de l'élévation du niveau de la mer :
- La plus ancienne a commencé entre 26 600 et 25 300 ans AP lors du dernier maximum glaciaire, et a pris fin à partir de 19 000 ans AP, probablement à la suite de la fonte majeure des glaciers nord-américains[14].
- La deuxième a débuté entre 16 200 et 14 560 ans AP et s'est terminée entre 14 500 et 14 000 ans AP, à cause d'un nouvel épisode global de fonte, dénommé « Impulsion de fonte 1A ».
- La troisième s'est déroulée vers 12 400 ans AP, et s'est trouvée ennoyée à partir de 11 500 ans AP par l'impulsion de fonte 1B.
- La quatrième et dernière étape de construction corallienne dense autour d'Eiao est intervenue entre 9 600 et 9 000 ans AP[15].

À partir d'il y a environ 9 000 ans, le développement du corail diminue fortement autour d'Eiao, comme pour les autres îles et monts sous-marins de l'archipel. Ceci pourrait être dû à une combinaison entre la rapide remontée du niveau marin — 10 mm/an — et le phénomène climatique d’El Niño, qui se caractérise par des températures anormalement élevées de l'eau dans la partie orientale de l'océan Pacifique Sud. Ce phénomène a été plus fréquent et intense entre il y a 12 000 et 2 000 ans AP, et surtout entre 7 000 et 5 000 ans AP. Le réchauffement de l'océan provoqué par El Niño, combiné à  l'élévation du niveau de la mer, ont pu empêcher la plupart des constructions coralliennes de se maintenir à une profondeur permettant leur développement.
Les échantillons récoltés lors de la mission de 2002 montrent une prédominance de fragments de colonies massives de Porites lobata, présents dans 45 % des cas. Le reste se répartit essentiellement entre Pocilloporidae et Faviidae. S'y trouve également des algues rouges de la famille des corallinacées, des foraminifères et des gastéropodes vermets.
Ces anciens récifs coralliens submergés, ainsi que des grottes sous-marines, offrent nombre d'habitats pour la faune sous-marine actuelle.

Exemples de coraux et d'animaux que l'on peut trouver à Eiao
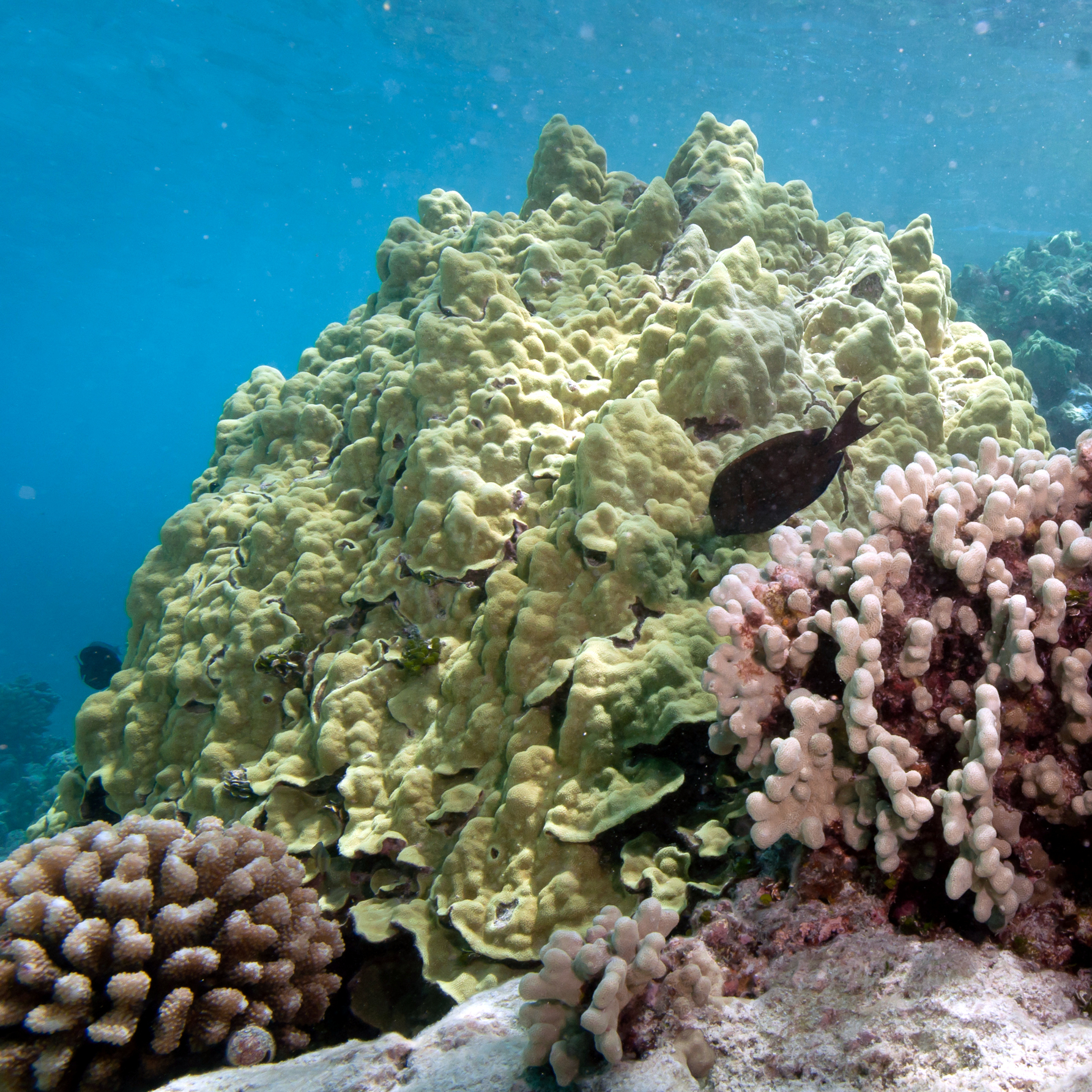
Porites lobata.
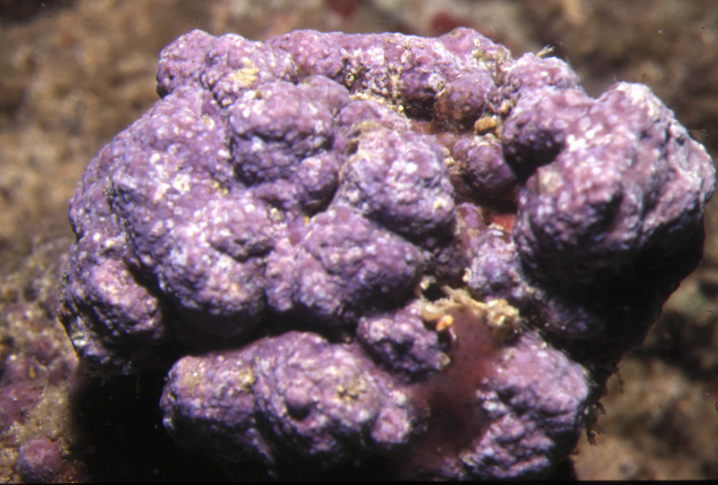
Corallinacée Hydrolithon reinboldii.
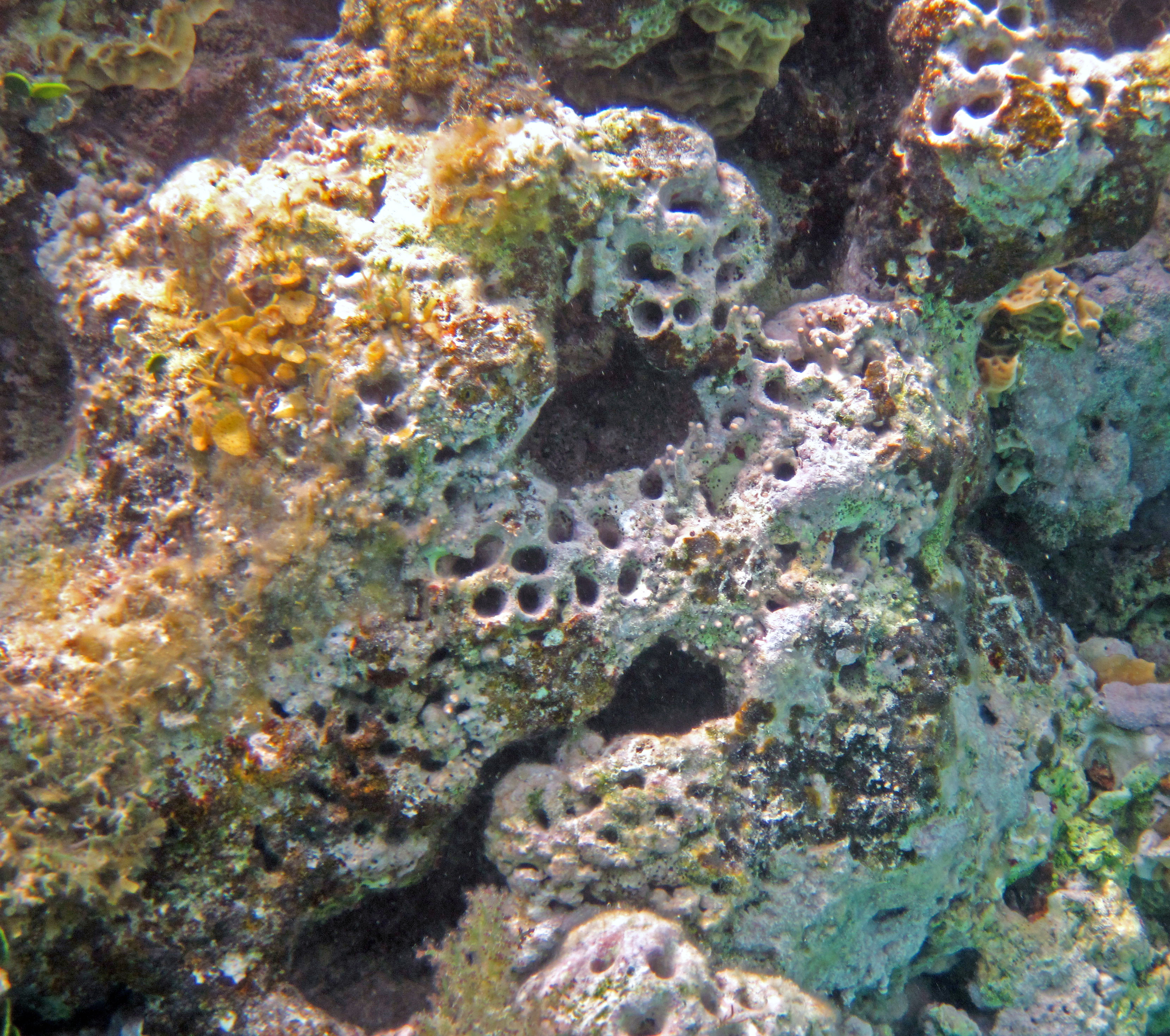
Corallinacée Hydrolithon onkodes.
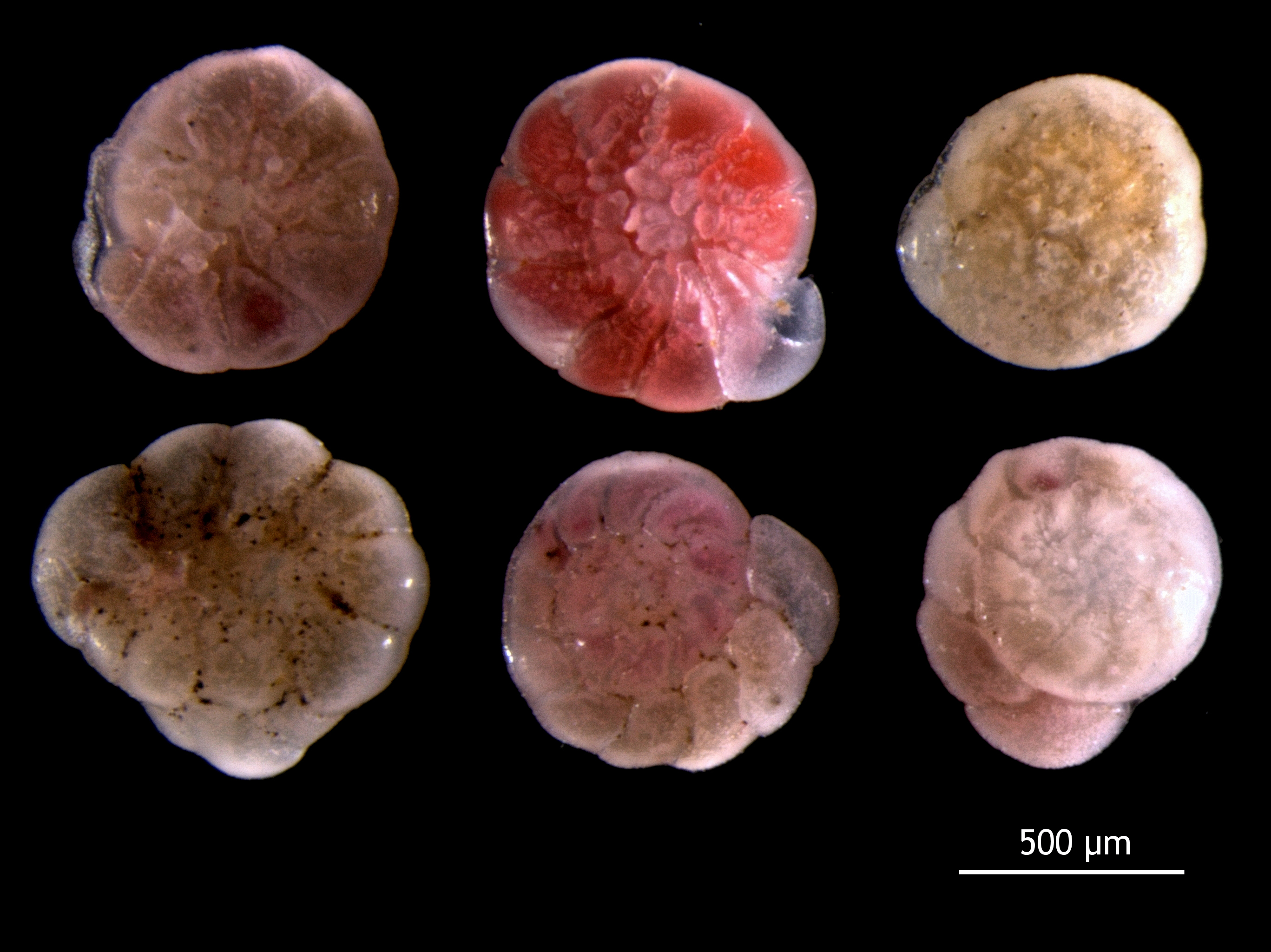
Foraminifères.
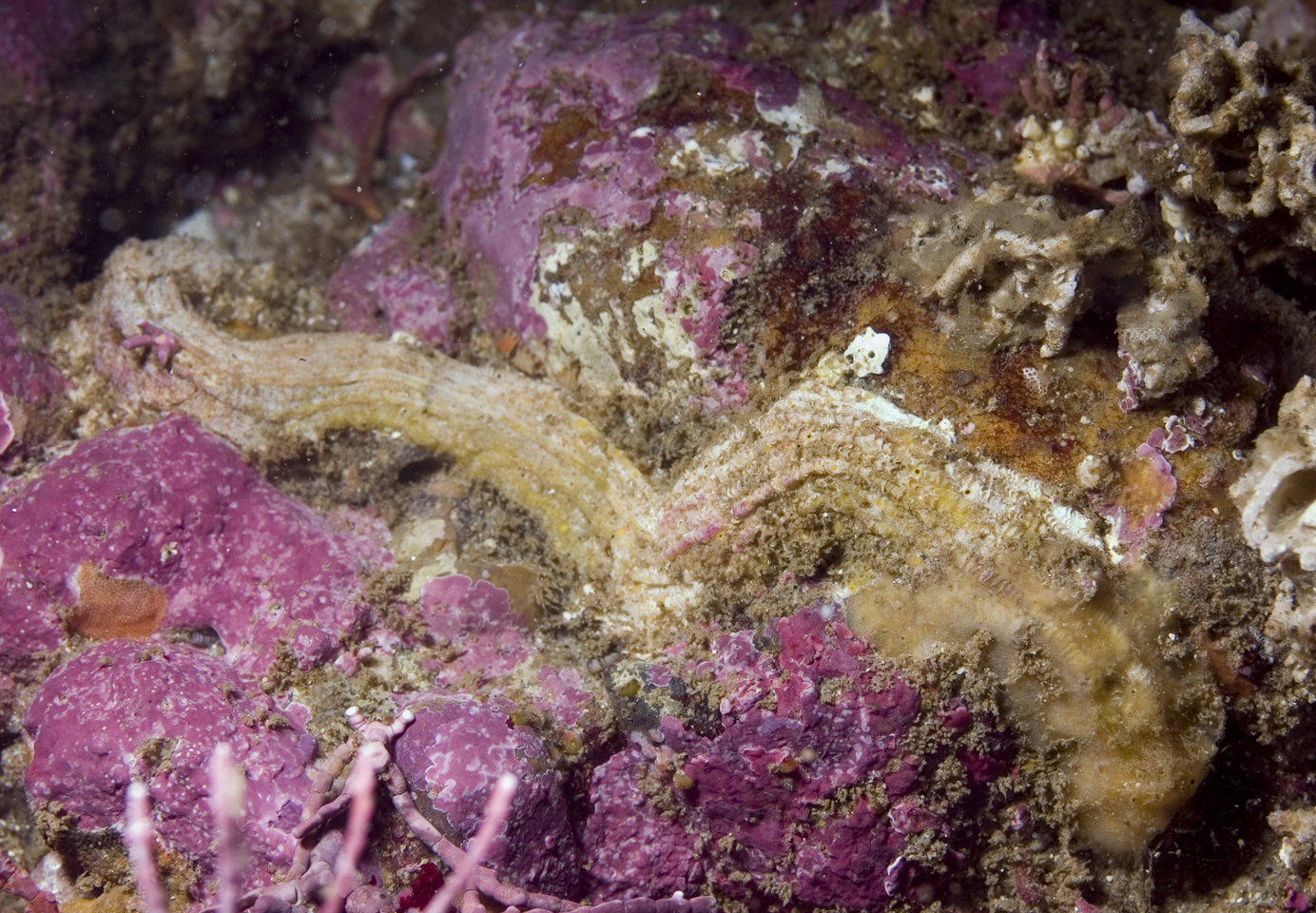
Vermet.

### Climat
Tout comme le reste de l'archipel, Eiao est généralement soumise aux alizés de secteur Est. Ces vents contribuent à accentuer l’aridité des îles. Proche de l'équateur à huit degrés de latitude sud, elle est à la limite du climat tropical aride.

## Toponymie
Le nom d’Eiao n’a pas d’équivalent dans le reste de l’Océanie. Dans la légende de la construction des îles Marquises, selon laquelle chaque île de l’archipel est une partie de la maison des Dieux, Eiao est la dernière île à apparaitre. Au moment où le soleil se lève, illuminant la maison nouvellement construite, la Déesse Atanua pousse un cri de joie qui donne naissance à l’île.
En marquisien, son nom s’écrit aussi ʻEiao (l’apostrophe représente une consonne glottale)
Précédemment, l'île a été nommée :
- Knox en 1791, par Joseph Ingraham, en l’honneur de Henry Knox du général de la guerre d’indépendance des États-Unis, devenu ministre de la Guerre ;
- Massé en 1791, par le capitaine Étienne Marchand, d’après le nom d’un de ses seconds, lors de l'expédition du Solide ;
- Robert’s Island en 1792, par Richard Hergest[21] ;
- Freemantle en 1793, par Josiah Roberts ;
- Tei a wou en 1797[22] ;
- New York en 1798, par Edmund Fanning ;
- Hiao en 1838, par Jules Dumont d'Urville.

## Histoire

### Peuplement polynésien
L'île est habitée par la tribu des Tuametaki. Elle servait également de sépultures pour les chefs des tribus de Te I’i. Eiao porte des traces d’ateliers d’extraction et de taille de pierre. Des outils en pierre, particulièrement des herminettes, faites à partir du basalte d’Eiao, ont été trouvés dans des sites archéologiques sur d’autres îles, prouvant l’existence de voyages inter-îles dans l’archipel et même au-delà, comme à Mo’orea, Mangareva et jusqu'au Kiribati. 

### Découverte par les Occidentaux
Du point de vue des Occidentaux, elle est découverte par l’Américain Joseph Ingraham en avril 1791, puis trois mois plus tard par le Français Étienne Marchand.
Vers 1838, sa population est exterminée par la tribu de Taï-Pii de la côte nord de Nuku-Hiva. Ces anthropophages dévastèrent tellement ces îles qu'ils n'y laissèrent que des cochons sauvages.
Vers la fin du XIXe siècle, Eiao a été brièvement utilisée comme prison, mais l’expérience a été arrêtée en raison des sécheresses fréquentes, et des difficultés d’approvisionnement et de débarquement sur l’île.

### Période récente
De 1962 à 1963, l’homme de média Georges de Caunes y a vécu en solitaire.
En 1972-1973, trois sondages profonds (6 à 800 m) sont conduits par le BRGM/CEA/CEP dans l'objectif – alors classé secret-défense –, d'emplacement possible pour des essais nucléaires souterrains. La structure géologique de l'île se révéla impropre à de telles expérimentations.

## Milieu naturel

Les trois réserves naturelles du nord des îles Marquises. Eiao est à l'ouest.

En raison de son isolement, Eiao abrite un certain nombre d’espèces animales et végétales endémiques. Elle a été classée « aire de gestion des habitats ou des espèces » en 1971, puis « réserve naturelle de l’île d’Eiao » en 1992. La zone des 12 milles au large de l'ensemble formé par Eiao, Hatutu et Motu One est également protégée.

### Faune

#### Faune marine
Les eaux des îles Marquises sont fréquentées par seize espèces de cétacés. Le dauphin d'Électre réside autour d'Eiao, où il a pu être observé en grand nombre.
Les requins sont bien représentés autour de l'île. On y trouve le requin gris de récif, le requin à pointes blanches de récif, le requin-marteau halicorne, le requin à pointes noires, le requin bordé et le requin-corail.
Parmi les raies, celles fréquentant les abords de l'île sont la raie manta de récif, la raie léopard et la raie à taches noires.
Plus profondément, vers −130 mètres, la zoocénose est dominée par de grandes colonies d'antipathaires, accompagnés de concentrations d'oursin irrégulier violet à longs piquants. Vers −170 mètres, parmi quelques zones rocheuses peuplées d'espèces encroûtantes, se trouvent des concentrations de poissons, dont des mérous. On y voit aussi du corail blanc et des oursins irréguliers très plats, de l'ordre des clypéastéroïdes.

Entre −160 et −200 mètres, les oursins se font plus rares, à cause de la nature du sol, composé de sédiment plus fin. Toujours autour d'antipathaires, on peut observer de nombreux crabes à longues pattes Latreillia metanesa, et des anémones de mer fixées sur des coraux noir (vers −180 mètres et au-dessus).

Plus bas, la faune se raréfie, et les antipathaires cèdent la place à des échinodermes. Entre −210 et −240 mètres, d'autres oursins à longs piquants arqués de la famille des Cidaridae dominent. On peut aussi trouver des langoustes Puerulus angulatus.

Encore plus profondément, on trouve d'autres anémones de mer vers −270 mètres, et vers −290 mètres encore d'autres oursins, de petits réguliers aplatis violets et quelques gros irréguliers.

##### Invertébrés
Sur les pentes d'Eiao, entre 0 et −60 mètres, treize espèces d’éponges ont pu être observées.
Bien que les Marquises présentent le plus faible nombre d'espèce de coraux de la Polynésie française, on dénombre néanmoins dix-huit espèces de coraux vivant en eaux peu profondes (au-dessus de −40 mètres) autour d'Eiao. Parmi elles, quinze espèces vivent en symbiose avec l'algue zooxanthelle : Montipora aequituberculata, cinq espèces d’Agariciidae, deux de Fungiidae, quatre de Pocilloporidae, deux de Poritidae, et Psammocora stellata. Les trois autres espèces vivant sans zooxanthelles sont Rhizosmilia robusta, Cladopsammia eguchii et Astrangia equatorialis. 
Comme dans le reste de l'archipel, il n'y a autour de l'île aucune espèce de Merulinidae et les
Lobophylliidae, et le genre Acropora, le plus répandu dans le monde à l'époque actuelle, ne se trouve plus qu'à l'état fossile.

De nombreux fragments de Porites lobata et de Pocillopora molokensis ont été trouvés sur l'île dans plusieurs sites archéologiques, ce qui atteste de leur relative abondance.

#### Mammifères terrestres
L’introduction de moutons, de bœufs et de cochons au XIXe siècle a contribué à l’appauvrissement de la végétation de l’île, accroissant le phénomène d’érosion du sol, et par incidence de sa faune. Moutons et cochons sont, en 2016, encore chassés à Eiao.

### Flore

#### Flore marine

Espèces d'algues d'Eiao.

Le groupe du nord des îles Marquises, auquel appartient Eiao, compte moins d'espèces d'algues que les groupes central et du sud : 46, contre respectivement 129 et 153.
Dans les eaux qui entoure Eiao, on trouve du bas vers le haut principalement des algues rouges, toutes de la sous-classe des Rhodymeniophycidae, des algues brunes de la classe des Phaeophyceae et des algues vertes de la classe des Ulvophyceae.

#### Flore terrestre

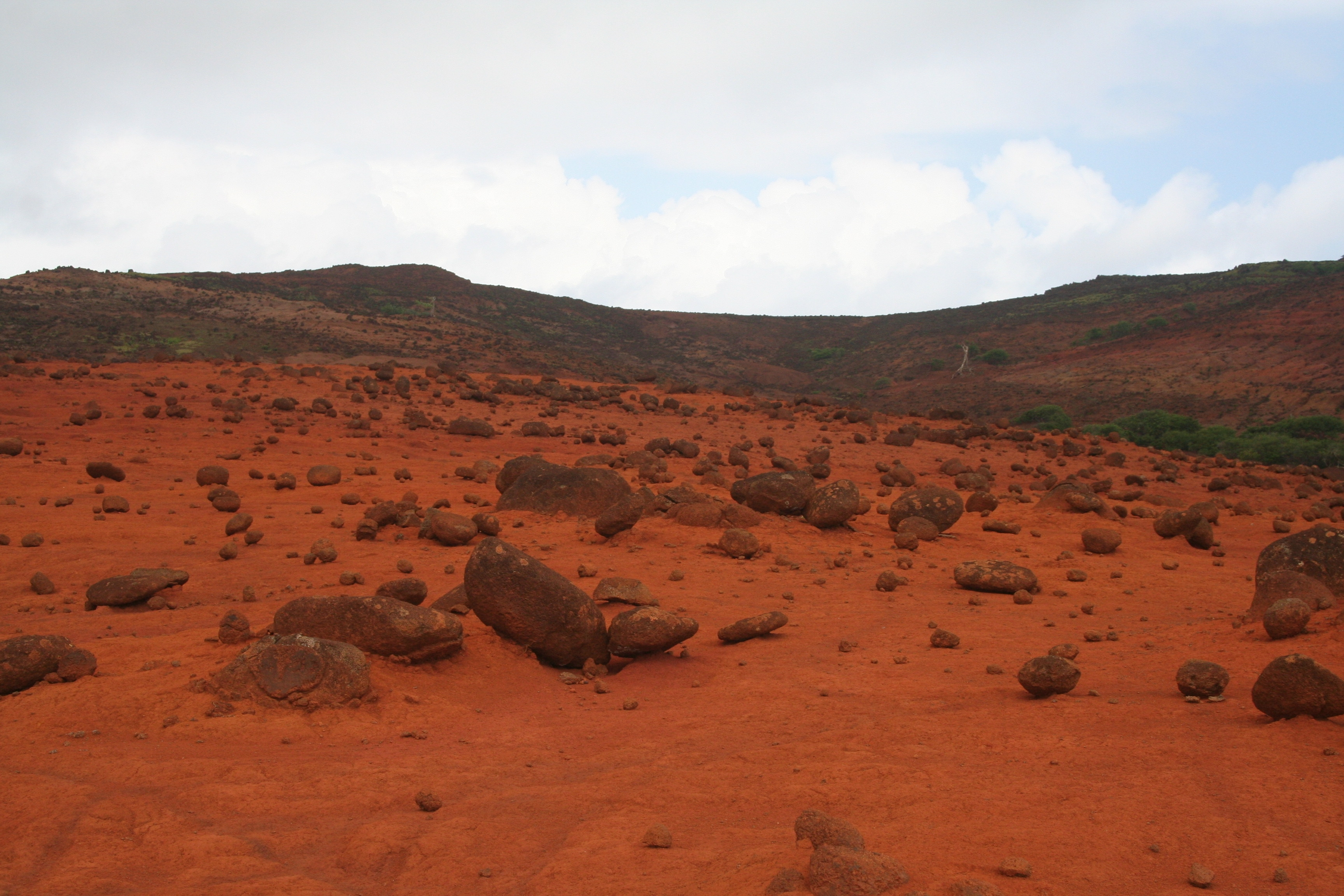
L'érosion et le fer présent dans le sol donnent au plateau un aspect martien.

- Forêts et bosquets de pandanus
- Forêts et bosquets de pisonia
- Forêts côtière de Cordia et Thespesia
- Forêts ripisylve de Thespesia
- Forêts d'hibiscus
- Zone arbustive de cordia lutea
- Zones rocheuses à végétation éparse, avec présence de Leptochloa et Nicotiana
- : Bosquets de Sapindus
- : Pelouse côtière sur sol calcaire

- Fruticée de dodonées
- Buissons  de Waltheria indica
- Fruticée de fougères néphrolepis et pityrogramma

Carte de la végétation terrestre d'Eiao.
Végétation d'origine :
Forêts et bosquets de pandanus
Forêts et bosquets de pisonia
Forêts côtière de Cordia et Thespesia
Forêts ripisylve de Thespesia
Forêts d'hibiscus
Zone arbustive de cordia lutea
Zones rocheuses à végétation éparse, avec présence de Leptochloa et Nicotiana
Végétation d'origine, éparse après dégradation :
Fruticée de dodonées
Buissons de Waltheria indica
Fruticée de fougères néphrolepis et pityrogramma
Végétation d'introduction anthropique :
Zone arbustive d'acacias
Herbes basses de zone calcaire érodée
Herbes basses de zone argileuse érodée
Herbes basses de zone rocheuse érodée
- : Bosquets de Casuarina
- : Bosquets de Syzygium cumini
- : Bosquets de cocotiers